# Niquinohomo
Niquinohomo ist eine Stadt im Departements Masaya in Nicaragua. In Niquinohomo wurde Augusto César Sandino geboren.

## Geografie
Niquinohomo liegt in der Südhälfte von Masaya auf einem Plateau. Die Entfernung Niquinohomos zu Managua beträgt 40 Kilometer. Die Entfernung Niquinohomo zu Masaya beträgt 5 Kilometer. In der Reihenfolge der Ausdehnungen ist Niquinohomo die sechste Municipio im Departement Masaya und besteht aus neun Comarcas (Bezirken) und drei Barrios sowie einem urbanen Zentrum. Die Comarcas sind: El Corozo, Los Huérfanos, Las Crucitas, Santa Rita, El Portillo, Justo Romero, Hoja Chigue und Los Pocitos. Die Barrios sind: Tierra Blanca, Las Mercedes und El Guapinol.
Die Stadt grenzt im Norden an Masaya, im Süden an die Municipios Von Diría und la Paz de Carazo, im Osten Catarina und San Juan de Oriente und im Westen Masatepe und Nandasmo.

## Klima
In der tropischen Savanne herrschen ganzjährig Temperaturen zwischen 25 °C und 27 °C.

## Geschichte
Niquinohomo setzt sich in der Sprache der Chorotega, aus "Nec" für Krieger und "Nahome" für Tal zusammen. Vom Beginn der Konquista sind noch der Namen der Indigenenführer Diriangén aus Diriamba und Nequecheri, aus Granada bekannt, welche 1522 gegen Gil González Dávila kämpfen ließen. 1751 besuchte der Bischof der Diözese Nicaragua, der Licenciado Fray Pedro Agustín Morel de Santa Cruz, bei einer Reise durch seine Diözese den Ort. Niquinohomo bestand aus sechs Straßen mit 330 Häusern, die mit Stroh, Schilf oder Ziegel gedeckt waren. Der Bischof bemerkte, dass auf dem Platz gegenüber der im Bau befindlichen Kirche die Stiere liefen. 1856 dezimierte die Cholera die Bevölkerung von Niquinohomo. Bis 1870 gehörte Niquinohomo zum Verwaltungsbezirk von Granada. Unter der Regierung von General Fernando Guzmán wurde am 19. Februar 1870 vom Partido Conservador dem Ort der Titel Villa de la Victoria verliehen. 1884 hatte das Municipio eine Ausdehnung von 126 Caballerías (eine Caballería entspricht 65 Manzanas; eine Manzna entspricht 0,698896 ha; 5.733 ha) und reichte im Süden bis zur Laguna de Masaya. Durch das Gesetz 738 vom 24. August 1962 wurde Niquinohomo, mit der Veröffentlichung in der La Gaceta (Diario Oficial) am 6. September 1962 zur Ciudad (Stadt) aufgewertet. Am 23. August 2002 wurde anlässlich des 40. Jahrestags der Aufwertung zur Ciudad in einer Sondersitzung der Nationalversammlung in der Kirche von Santa Ana unter Teilnahme von Enrique Bolaños Geyer, Niquinohomo als Patrimonio Histórico de la Nación unter Denkmalschutz gestellt.

## Iglesia de Santa Ana
Die Kirche von Santa Ana wurde 1663 im kolonialen Barock aus Steinen von der Laguna de Apoyo gebaut. Bei einem Umbau 1945 gab es eine Reihe von Exhumierungen, wobei teilweise Gräber aus der vorkolonialen Zeit geöffnet wurden. Am 26. Juli wird das Patronatsfest von Santa Ana gefeiert.

## Kultur
Niquinohomo hat eine öffentliche Bibliothek mit über 8000 Bänden und versorgt auch die Orte San Juan de Oriente, Catarina und Nandasmo. Der Geburtsort von Sandino, wurde bis vor kurzem als Bibliothek genutzt und wird zum Museum del General de Hombres Libres umgebaut.

## Bildung
Das Municipio verfügt über neun Grundschulen und drei Kindergärten. Für die Mittelstufe gibt es das Instituto Público Autónomo "Augusto César Sandino" und das Colegio "Academia de Santa María".

## Gesundheitswesen
Für die Krankenversorgung gibt es das Centro de Salud "Augusto Cesar Sandino" sowie Gesundheitsposten in den Comarcas: Los Pocitos, El Portillo und Las Crucitas.

## Sport
Die beliebtesten aktiven Sportarten sind Baseball und Fußball. Es gibt mehrere Vereine, die Teams haben unterschiedliche Qualifikationsniveaus. Die jeweiligen Frauen-Teams aus Niquinohomo haben sich qualifiziert. Es gibt auch Basketballteams.

## Wirtschaft
Niquinohomo ist ein Zentrum der Landwirtschaft vor allem der Rinderhaltung. Es werden hauptsächlich Grundnahrungskörnerfrüchte (Reis, Mais), Kaffee, Zitrusfrüchte und Blumen angebaut. Es gibt 19 landwirtschaftliche Genossenschaften. Der Rinderbestand sind 1550 Stück für die Fleisch- und Molkereiproduktion, die in der Comarca vermarktet wird. In Niquinohomo gibt es eine Reihe kleiner Handwerksbetriebe mit Schreinereien, Möbelschreinereien, Schuster (Schuhe, Gürtel), Töpfereien, Schneidereien für Tops und Boleros, und Kunsthandwerk, Kochlöffel und Quirls. Für den nahegelegenen Markt von Masaya gibt es gastronomische Betriebe: Pulperías, Tavernen sowie Bäckereien.

## Städtepartnerschaften
- Niquinohomo und Providence sind Partnerstädte.[2]